# Одесская национальная академия связи имени А. С. Попова
Государственный университет интеллектуальных технологий и связи (укр. Державний університет інтелектуальних технологій і зв'язку) — технический вуз, ориентированный на подготовку специалистов в области связи и телекоммуникаций, расположенный в городе Одесса.

## История

### Предыстория
Высшие курсы телеграфных механиков, готовившие техников для южной части Российской империи открылись в Одессе в 1900 году. Они располагались на Старопортофранковской улице.

### Техникум
В июле 1920 года на базе упразднённых почтово-телеграфных курсов и в том же здании был организован Одесский электротехникум связи, ставший в 1923 году Одесским высшим электротехникумом сильных токов имени Г. Гринько (ОВЭ).
После четырёхлетнего обучения, выпускники ОВЭ получали квалификацию инженера. В 1925 году при Высшем электротехникуме было создано слаботочное отделение с тремя небольшими группами телеграфистов, телефонистов и радистов. В электротехникуме началась подготовка инженеров связи.
В результате реформы образования, осенью 1929 года Высший электротехникум был преобразован в электротехнический факультет Одесского политехнического института (ОПИ).

### Институт
Согласно Постановлению ЦИК и СНК СССР от 23 июля 1930 года за № 4/237, на базе электротехнического факультета ОПИ был создан Одесский институт инженеров связи (ОИИС). Учебное заведение располагалось на улице Комсомольской (бывшей Старопортофранковской) в здании Высшего электротехникума и бывшем школьном двухэтажном здании в Каретном переулке. В 1930—1931 году последнее было надстроено на два этажа и оно стало учебным корпусом института, а позднее — лабораторным корпусом. Директором ОНИС назначили С. Д. Ясиновского, который был деканом электротехнического факультета ОПИ. Первый выпуск института состоялся в 1931 году.
С 1931 по 1937 год все учебные заведения связи Одессы — ОИИС, техникум связи и школа ФЗО, составляли так называемый комбинат связи.
В 1937 году институт возглавил Владимир Андреевич Надеждин.
С началом Великой Отечественной войны многие преподаватели и студенты добровольно вступили в ряды истребительного батальона, который нёс патрульную службу в Одессе. Выпускники, так называемых, «военных» групп института, подготовка которых осуществлялась по специальным программам ещё до войны, пополнили ряды Красной Армии, в качестве командиров подразделений связи.
В июле 1941 года началась подготовка института к эвакуации. На базе нетранспортабельного оборудования — радиостанции, телеграфной лаборатории и дизельной электростанции, в лабораторных корпусах института был создан узел связи Приморской армии, сыгравший важную роль в героической обороне Одессы. Первоначально институт эвакуировали в казахстанский город Гурьев, однако там он не смог начать работу из-за отсутствия необходимых помещений. ОИИС был перебазирован в Ташкент. Туда же в октябре 1941 года был эвакуирован Московский институт инженеров связи (МИИС). Для повышения эффективности работы преподавателей и рационального использования лабораторного оборудования Одесский институт временно вошёл в состав МИИСа. Директором объединённого института в апреле 1942 года был назначен В. А. Надеждин.
В октябре 1943 года МИИС возвратился в Москву, а летом 1944 года было принято решение о восстановлении деятельности Одесского электротехнического института инженеров связи (ОЭИИС). Немало усилий для этого приложил бывший руководитель ОИИСа В. А. Надеждин, ставший директором МИИСа.
Лабораторные корпуса института были разрушены и восстановлению не подлежали. В учебном корпусе (ныне первый лабораторный) располагался немецкий госпиталь. Организационные мероприятия по отселению госпиталя, изготовлению учебной мебели и лабораторных стендов, позволили уже в октябре 1944 года произвести первый после освобождения Одессы приём в институт 60 студентов. Так как полуразрушенное здание студенческого общежития на Манежной улице было временно предоставлено преподавателям, студенты жили и учились в институтских аудиториях. В начале 1945 года руководство институтом было снова возложено на С. Д. Ясиновского.
В сентябре 1953 года институт получил новое помещение. В том же году при институте был создан заочный факультет. Директором ОЭИИС в это время был доцент Иван Петрович Пишкин. В 1956 году открылся вечерний факультет ОЭИИС.
В 1957 году, в целях предоставления консультаций и методической помощи студентам заочной формы обучения, в Киеве был создан учебно-консультационный пункт ОЭИИС, преобразованный в 1967 году в Киевский заочный факультет ОЭИИС имени А. С. Попова, а в 1979 году — в Киевский филиал ОЭИИС имени А. С. Попова (ныне Государственный университет телекоммуникаций.
В 1962 году учебно-консультационный пункт ОЭИИС был также создан в Кишинёве.
В 1965 году при институте начал работу специализированный совет по защите кандидатских диссертаций по научным специальностям: «Теория, системы и устройства передачи информации по каналам связи» и «Сети, узлы связи и распределение информации».

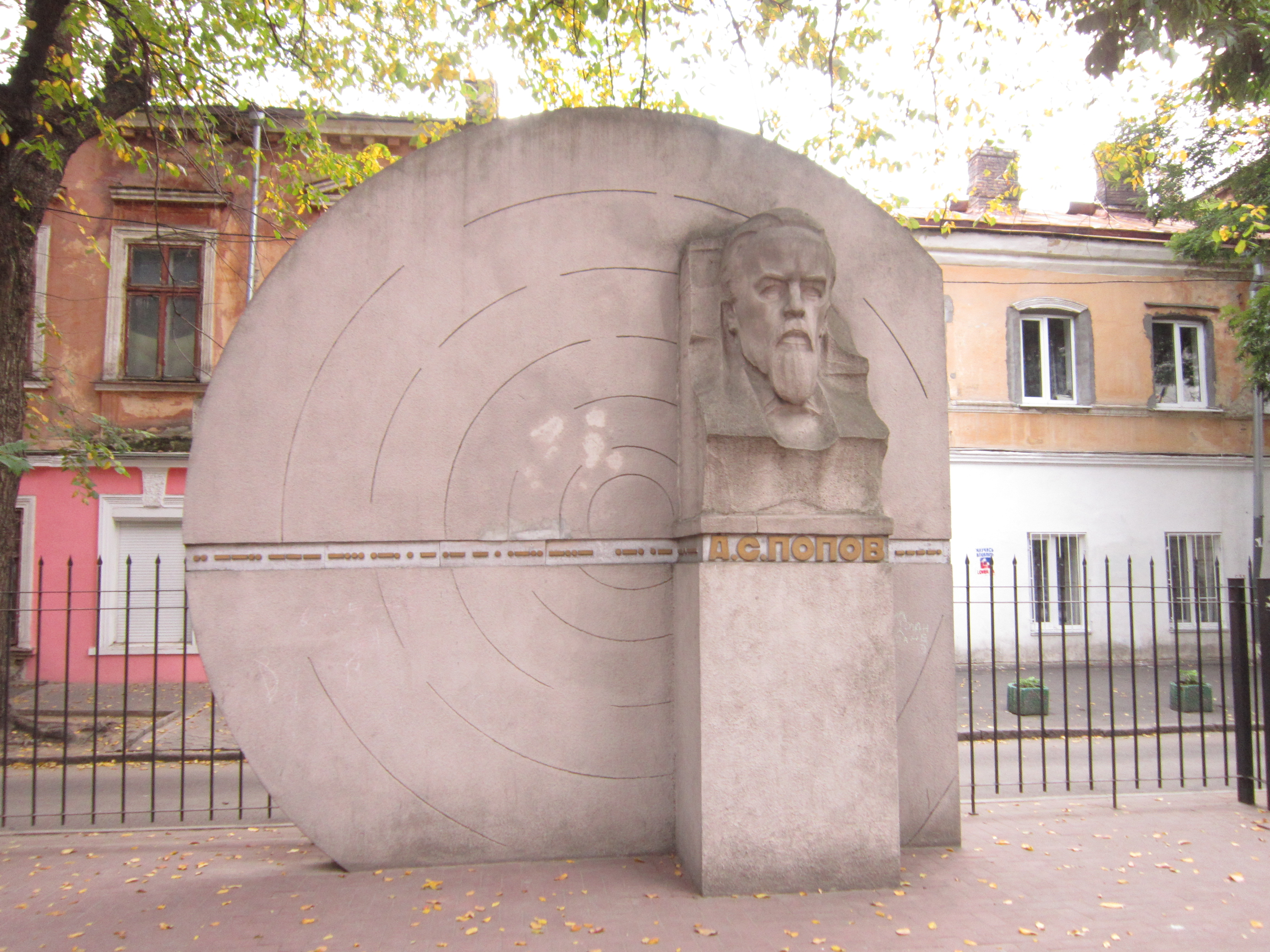
Памятник А. С. Попову

С 1966 по 1981 год институтом руководил доктор технических наук, профессор Борис Петрович Кутасин. В 1967 году Постановлением Совета министров СССР институту было присвоено имя А. С. Попова. В 1980 году за успехи, достигнутые в подготовке инженеров связи и развитие научных исследований, институт был награждён Почётной грамотой Президиума Верховного Совета Украинской ССР.
С 1981 по 2001 год институт, а затем академию возглавлял доктор технических наук, профессор Иван Павлович Панфилов.

### Академия
В 1993 году Одесский электротехнический институт связи был преобразован в Украинскую государственную академию связи имени А. С. Попова, а в 2001 году — в Одесскую национальную академию связи им. А. С. Попова (ОНАС). В том же году ректором академии был избран профессор Пётр Петрович Воробиенко.

## Структура
Учебный процесс обеспечивается 28 кафедрами, где работают 300 преподавателей, в том числе 13 академиков и членов-корреспондентов международных академий; 17 академиков и членов-корреспондентов отраслевых академий; 44 профессора, доктора наук; 190 доцентов, кандидатов наук; 4 заслуженных работников высшей школы Украины; 6 лауреатов Государственной премии, 3 заслуженных деятеля науки и техники Украины.
Среди новых структурных изменений Академии — шесть филиалов кафедр:
- при Одесском кабельном заводе;
- при РТПЦ, г. Одесса;
- при «Украерорух» г. Одесса;
- при ОАО «Укртелеком», г. Киев — 2 филиала;
- при Львовской дирекции УДППЗ «Укрпочта», г. Львов.

Внедрение новых технологий в области постоянно нуждается в изменении содержания образования. Так, в связи с заказами предприятий впервые в ОНАС им. А. С. Попова в 2003 году осуществлен выпуск специалистов по новым специализациями:
- защита информации в телекоммуникационных системах;
- автоматические средства связи;
- сети почтовой связи;
- программное обеспечение информационных сетей связи;
- информационные технологии и системы в бизнесе;
- мобильная связь;
- безопасность производственных процессов.

Академия имеет ряд Государственных лицензий на:
- получение высшего образования на уровне квалификационных требований к младшему специалисту, бакалавру, специалисту, магистру (в том числе для иностранных граждан);
- повышение квалификации государственных служащих и руководителей государственных предприятий, учреждений и организаций;
- подготовку к поступлению в высшие учебные заведения иностранных граждан;
- переподготовку за базовыми аккредитированными направлениями граждан Украины и иностранных граждан;
- проведение исследовательских, проектных и монтажно-строительных работ;
- проведение работ по криптозащите информации;
- проведение сертификационных работ по испытанию кабельно-провводной продукции.

## Институты и факультеты

### Учебно-научный институт радио, телевидения и информационной безопасности
В июле 1930 года был основан факультет радио ОИИС, базовой кафедрой которого стала кафедра радиотехники. В 1944 году, сразу же после возвращения института в Одессу из эвакуации, факультет начал набор и подготовку специалистов под новым названием — факультет радиосвязи, а позже — факультет радиосвязи, радиовещания и телевидения.
В конце 2005 года на базе факультета радиосвязи, радиовещания и телевидения был создан учебно-научный институт радио, телевидения, электроники (УН ИРТЭ). Подготовка специалистов в УН ИРТЭ проводится по направлению «Радиотехника» и специальности «Аппаратура радиосвязи, радиовещания и телевидения» по образовательно-квалификационным уровням бакалавра и магистра.
В апреле 2015 года произошла реструктуризация института  в Учебно-научный институт Радио, телевидение и информационной безопасности (УНИ РТиИБ) в связи с расширением подготовки специалистов и увеличением количества студентов и аспирантов в области знаний "Информационная безопасность". Такая реструктуризация ведущего академического подразделения обусловлена расширением и углублением специализированной образовательной и научной деятельности, начатой более 75 лет назад.
Директором института в январе 2013. был избран доктор технических наук, профессор, лауреат Государственной премии Украины в области науки и техники Василиу Евгений Викторович.
Организационная структура института:
- Кафедра телевидения и радиовещания
- Кафедра технической электродинамики и систем радиосвязи
- Кафедра теории электрической связи им. А. Г. Зюко
- Кафедра информационной безопасности и передачи данных

Обучение проводится по направлениям:
- 172. "Телекоммуникации и радиотехника", специальности "Беспроводные и медийные технологии"
- 125. "Кибербезопасность".

Главными заказчиками и партнерами в подготовке специалистов по телекоммуникациям и радиотехники является силовые структуры, конструкторские бюро, концерн радиовещания, радиосвязи и телевидения, Администрация Государственной службы специальной связи и защиты информации, Государственный комитет Украины по вопросам телевидения и радиовещания. Заинтересованные в выпускниках также Национальная комиссия по вопросам регулирования связи в Украине, Национальный Совет Украины по вопросам телевидения и радиовещания, Национальные теле- и радиокомпании, операторы мобильной связи и многие другие компании.

### Учебно-научный институт инфокоммуникаций и программной инженерии
Сегодняшний учебно-научный институт объединил два факультета — факультет телекоммуникационных систем и факультет информационных сетей.
Предшественником факультета телекоммуникационных систем являлся созданный в ОИИС в 1930 году факультет телефонно-телеграфной связи. В начале 1960-х годов был образован факультет автоматической и многоканальной электросвязи. В 1967 году на его базе были созданы факультеты автоматической электросвязи (ныне факультет информационных сетей) и многоканальной электросвязи. Последний проводил подготовку специалистов по разработке и технической эксплуатации многоканальных систем передачи, а также проектированию линий передачи. В 1988 году факультет переименовали в факультет многоканальных систем передачи, а в 2001 году — в факультет телекоммуникационных систем.
Факультет проводит подготовку бакалавров по направлению «Телекоммуникации», специалистов и магистров по специальности «Телекоммуникационные системы и сети».
Организационная структура факультета:
- Кафедра высшей математики
- Кафедра волоконно-оптических линий связи
- Кафедра информационных технологий
- Кафедра коммуникационных систем
- Кафедра сетей связи
- Кафедра телекоммуникационных систем
- Кафедра компьютерных наук

В 1988 году в составе факультета была организована подготовка студентов по специальности «Экономика связи». В 1992 году на базе этой специальности был создан инженерно-экономический факультет, реорганизованный в 2002 году в Учебно-научный институт экономики и менеджмента.
Предшественником факультета информационных сетей являлся созданный в ОИИС в 1930 году факультет телефонно-телеграфной связи. Развитие отрасли связи обусловило организацию в 1967 году нового факультета — автоматической электросвязи. В феврале 2001 года он был переименован в факультет информационных сетей. В сентябре 2012 года факультет получил новое название — факультет «Инфокоммуникации»..
Факультет обеспечивает подготовку специалистов по следующим направлениям: «Информационных сетей связи», «Автоматических средств связи», «Мобильной связи», «Информационных технологий и систем в бизнесе», «Программного обеспечения информационных сетей связи», «Телемедицины», «Безопасности производственных процессов».
Основные специальности подготовки:
- Телекоммуникации и радиотехника
- Инженерия программного обеспечения (только дневная форма)
- Компьютерные науки и информационные технологии (только дневная форма)

Организационная структура факультета:
- Кафедра сетей связи
- Кафедра коммутационных систем
- Кафедра документальной электросвязи
- Кафедра информационных технологий
- Кафедра теории электрических цепей

### Учебно-научный институт компьютерных технологий, автоматизации и логистики
В 1992 году в целях реализации проекта многоуровневой подготовки специалистов был организован базовый факультет начальной подготовке бакалавров по направлению «Телекоммуникации», на котором учились студенты 1-3 курсов. В 1995 году было проведено расформирование студентов по специальностям по факультетам. На базовом факультете остались лишь студенты по специализации почтовая связь. Факультет получил название факультет почтовой связи. С 1997 по 1999 год факультет назывался факультет информационных технологий и почтовой связи. Он готовил специалистов по специальностям «Системы связи» и «Почтовая связь». В 1999 году факультет переименовали в факультет компьютерных технологий и почтовой связи.
В августе 2003 года на базе факультета компьютерных технологий и почтовой связи был создан Учебно-научный институт «Почтовая связь» Одесской национальной академии связи им. А. С. Попова. 7 ноября 2008 года приказом № 01-05-325 он был переименован в Учебно-научный институт компьютерных технологий, автоматизации и логистики. Подготовка специалистов в учебно-научном институте компьютерных технологий, автоматизации и логистики проводится по направлениям: «Телекоммуникации» и «Автоматизация и компьютерно-интегрованные технологии».
Организационная структура института:
- Кафедра сетей и систем почтовой связи безопасности производственных процессов и электропитания систем связи
- Кафедра физики
- Кафедра информатизации и управления
- Кафедра иностранных языков
- Кафедра физического воспитания

### Учебно-научный институт экономики и менеджмента
В 1992 году на базе факультета многоканальной электросвязи ОЭИС имени А. С. Попова был создан инженерно-экономический факультет. В его задачи входила подготовка специалистов для управленческой, экономической и финансовой сфер, способных выполнять также учёт, контроль и анализ производственной деятельности предприятий связи Украины. В 1993 году факультет был выделен в самостоятельную структурную единицу. В конце 1999 года его переименовали в факультет менеджмента и экономики связи.
В 2002 году на базе факультета менеджмента и экономики был создан учебно-научный институт Экономики и менеджмента (УН ИЭМ), как структурное подразделение Одесской национальной академии связи им. А. С. Попова. С 2007 года подготовка специалистов в УН ИЭМ проводится по направлениям: «Экономика предприятия» и «Менеджмент» по образовательно-квалификационным уровням бакалавра, специалиста и магистра.
Организационная структура института:
- Кафедра экономической теории
- Кафедра менеджмента и маркетинга
- Кафедра экономики предприятия и корпоративного управления
- Кафедра системного анализа и управления проектами
- Кафедра философии

### Учебно-научный институт проблем информационного общества
В январе 2006 года был создан Институт проблем информационного общества.
Организационная структура института:
- Кафедра политологии, социологии и социальных коммуникаций
- Кафедра иностранных языков
- Кафедра украинского и русского языков

Институт осуществляет подготовку бакалавров и магистров по специальности «Социология». При институте работает Центр исследований проблем информационного общества. С 2014 года Институт ведет подготовку по специальности «Журналистика». Специализация «Реклама и связи с общественностью».

### Научно-исследовательский институт инфокоммуникаций
Обособленное структурное подразделение Одесской национальной академии связи имени А. С. Попова Научно-исследовательский институт инфокоммуникаций был организован в соответствии с распоряжением Кабинета Министров Украины № 1683-р от 23 ноября 2009 года и приказа Министерства транспорта и связи Украины № 102 от 24 февраля 2010 года.
Основными целями НИИ инфокоммуникаций являются:
- осуществление научно-исследовательской деятельности, предоставление научных и образовательных услуг для общественного потребления;
- организация и дальнейшее развитие на Украине целенаправленных научных исследований;
- развитие человеческих ресурсов в области инфокоммуникаций, государственных и национальных программ телекоммуникационных технологий и услуг;
- обеспечение разработки и реализации задач программы концепций, государственных и национальных программ развития телекоммуникаций и информатизации Украины;
- развитие инфокоммуникационных технологий;
- выполнение задач в области связи и сфере информатизации;
- создание информационной инфраструктуры для центральных и региональных органов власти, предприятий, организаций, учреждений образования и т. д.

### Факультет повышения квалификации
В 1989 году в ОЭИИС имени А. С. Попова на базе курсов повышения квалификации был создан факультет повышения квалификации (ФПК), как звено непрерывного образования. Ныне ФПК действует в рамках Учебно-производственного центра содействия трудоустройству студентов и выпускников и повышения квалификации специалистов ОНАС им. А. С. Попова.
Повышение квалификации на факультете проводится по следующим направлениям:
- Телекоммуникации
- Системы технической защиты информации
- Радиотехника
- Сети и системы почтовой связи
- Автоматизация и компьютерно-интегрированные технологии
- Экономика предприятия
- Менеджмент
- Социология
- Реклама и связи с общественностью

### Колледж связи и информатизации
В 1930 году электротехникум связи вновь стал самостоятельным учебным заведением. В 2003 году он был переименован в техникум связи и информатизации. В том же году техникум вошёл в состав Одесской национальной академии связи им. А. С. Попова в качестве её структурного подразделения.
До сентября 2003 года подготовка специалистов в техникуме осуществлялась только по заочной форме обучения. С 2003 года впервые был осуществлён набор студентов на дневную форму обучения по направлению «Телекоммуникации» на базе полного общего среднего образования.
В 2007 году техникум был реорганизован в колледж связи и информатизации Одесской национальной академии связи им. А. С. Попова.
В структуру колледжа входят следующие цикловые комиссии:
- Естественно-математической подготовки
- Гуманитарной и социально-экономической подготовки
- Телекоммуникационных систем и сетей
- Систем радиосвязи, радиовещания и телевидения
- Информационных сетей и оргтехники